# Ватье, Франсуа Изидор
Франсуа Изидор Ватье (фр. François Isidore Wathiez; 1777—1856) — французский военный деятель, генерал-лейтенант (1837 год), шевалье (1810 год), виконт (1824 год), участник революционных и наполеоновских войн. Имя генерала выбито на Триумфальной арке в Париже.

## Биография
В июле 1793 года выполнял функцию представителя народа в Альпийской армии. 3 ноября 1793 года начал военную службу в данной армии в звании младшего лейтенанта 25-го конно-егерского полка. В 1794 был перевёдён в Итальянскую армию. 21 сентября 1794 года ранен под Кайро. 2 марта 1796 года демобилизован. 4 мая 1799 года возвратился к активной службе с назначением в ремонтное депо в Версале.
28 марта 1800 года произведён в капитан, и зачислен в качестве штабного адъютанта в Резервную армию. С 24 сентября 1800 года оставался без служебного задания. 13 марта 1801 года получил должность штабного адъютанта 1-го военного округа в Париже.
В кампаниях 1805-07 годов состоял при штабе резервной кавалерии принца Мюрата Великой Армии. 7 января 1807 года произведён в командиры эскадрона, и стал первым адъютантом легендарного генерала Лассаля. Был тяжело ранен в сражении при Гейльсберге.
В феврале 1808 года вместе с генералом отбыл в Испанию. 14 июля 1808 года был ранен штыком в сражении при Медина-де-Риосеко. 28 августа 1808 года произведён в полковники штаба и назначен начальником штаба кавалерийской дивизии генерала Лассаля. 10 ноября 1808 года получил ранение пулей в переносицу при Бургосе.
19 июня 1809 года переведён в 9-й армейский корпус Армии Германии. В новой должности участвовал в Австрийской кампании 1809 года, отличился в сражении при Ваграме. 31 июля 1809 года был назначен начальником штаба дивизии лёгкой кавалерии генерала Марюла.
13 октября 1811 года – начальник штаба 3-й дивизии тяжёлой кавалерии. 18 января 1812 года - начальник штаба 2-го кавалерийского корпуса генерала Монбрена в составе Великой Армии, принимал участие в Русской кампании.
4 июня 1813 года произведён Наполеоном в бригадные генералы, и 15 августа стал командиром 10-й бригады лёгкой кавалерии в составе 4-й дивизии 2-го кавалерийского корпуса. Участвовал в Саксонской кампании 1813 года, и был ранен пикой в сражении при Ханау. 6 января 1814 года определён в состав новой кавалерийской дивизии, сформированной в Версале. 19 февраля 1814 года назначен командиром 1-й бригады 6-й драгунской дивизии генерала Русселя д’Юрбаля, но уже 4 марта был снят с должности из-за разногласий с командиром.
При первой Реставрации оставался с 1 сентября 1814 года без служебного назначения. Во время «Ста дней» присоединился к Императору и в июне 1815 года возглавил 2-ю уланскую бригаду 2-й кавалерийской дивизии генерала Пире. Участвовал в Бельгийской кампании 1815 года: при Катр-Бра сумел разбить несколько шотландских каре, затем был ранен в сражении при Ватерлоо.
В 1822 году был командующим департамента Мёз. 11 ноября 1837 года произведён в генерал-лейтенанты, и в 1839 году стал членом Комитета по кавалерии и генеральным инспектором кавалерии. 8 июня 1848 года вышел в отставку.

## Воинские звания
- Младший лейтенант (3 ноября 1793 года);
- Лейтенант (1794 год);
- Капитан (28 марта 1800 года);
- Командир эскадрона (7 января 1807 года);
- Полковник штаба (28 августа 1808 года);
- Бригадный генерал (4 июня 1813 года);
- Генерал-лейтенант (11 ноября 1837 года).

## Титулы
- Шевалье Ватье и Империи (фр. chevalier Wathiez et de l'Empire; декрет от 15 августа 1809 года, патент подтверждён 6 октября 1810 года);
- Барон Ватье и Империи (фр. baron Wathiez et de l'Empire; декрет от ноября 1813 года, патент не подтверждён)[1];
- Виконт Ватье (фр. vicomte Wathiez; 1824 год).

## Награды
Легионер ордена Почётного легиона (29 мая 1806 года)
 Офицер ордена Почётного легиона (17 ноября 1808 года)
 Коммандан ордена Почётного легиона (28 ноября 1813 года)
 Великий офицер ордена Почётного легиона (19 апреля 1843 года)
 Кавалер военного ордена Святого Людовика (1814 год)